# Filip Stevanović
Filip Stevanović (Užice, República Federal de Yugoslavia, 25 de septiembre de 2002) es un futbolista serbio que juega de extremo en el Lommel S. K. de la Segunda División de Bélgica.

## Trayectoria
Nació en Užice y creció en Arilje, Stevanović comenzó su carrera en las inferiores del Vranić Arilje de su ciudad local. Entró a las inferiores del Partizán de Belgrado en 2011.
Debutó profesionalmente el 9 de diciembre de 2018 en la victoria por 3-0 ante el Rad. Jugó tres encuentros más esa temporada.
El 1 de agosto de 2019 anotó su primer gol en el Partizán en el encuentro clasificatorio para la Liga Europa de la UEFA 2019-20 al Connah's Quay Nomads. Se convirtió en el jugador más joven en anotar un gol en competencias de la UEFA y el segundo en la historia del club, con 16 años y 311 días. Tres días después anotó su primer gol en la Superliga serbia en la victoria por 4-0 al Mačva Šabac.

## Selección nacional
Es internacional a nivel juvenil con la selección de Serbia desde 2019.

## Estadísticas
Actualizado al último partido disputado el 2 de marzo de 2025.
| Club | Div.          | Temporada     | Liga  | Liga  | Copas nacionales(1) | Copas nacionales(1) | Copas internacionales(2) | Copas internacionales(2) | Total | Total |
| Club | Div.          | Temporada     | Part. | Goles | Part.               | Goles               | Part.                    | Goles                    | Part. | Goles |
| --- | ------------- | ------------- | ----- | ----- | ------------------- | ------------------- | ------------------------ | ------------------------ | ----- | ----- |
| Partizán de Belgrado Serbia | 1.ª           | 2018-19       | 4     | 0     | 0                   | 0                   | ―                        | ―                        | 4     | 0     |
| Partizán de Belgrado Serbia | 1.ª           | 2019-20       | 25    | 7     | 3                   | 1                   | 7                        | 1                        | 35    | 9     |
| Partizán de Belgrado Serbia | 1.ª           | 2020-21       | 27    | 4     | 3                   | 0                   | 3                        | 0                        | 33    | 4     |
| Partizán de Belgrado Serbia | Total club    | Total club    | 56    | 11    | 6                   | 1                   | 10                       | 1                        | 72    | 13    |
| S. C. Heerenveen · Países Bajos | 1.ª           | 2021-22       | 21    | 1     | 3                   | 1                   | ―                        | ―                        | 24    | 2     |
| S. C. Heerenveen · Países Bajos | Total club    | Total club    | 21    | 1     | 3                   | 1                   | 0                        | 0                        | 24    | 2     |
| C. D. Santa Clara Portugal | 1.ª           | 2022-23       | 7     | 0     | 2                   | 0                   | ―                        | ―                        | 9     | 0     |
| C. D. Santa Clara Portugal | Total club    | Total club    | 7     | 0     | 2                   | 0                   | 0                        | 0                        | 9     | 0     |
| RKC Waalwijk · Países Bajos | 1.ª           | 2023-24       | 16    | 2     | 1                   | 0                   | ―                        | ―                        | 17    | 2     |
| RKC Waalwijk · Países Bajos | Total club    | Total club    | 16    | 2     | 1                   | 0                   | 0                        | 0                        | 17    | 2     |
| Lommel S. K. · Bélgica | 2.ª           | 2024-25       | 10    | 1     | 0                   | 0                   | ―                        | ―                        | 10    | 1     |
| Lommel S. K. · Bélgica | Total club    | Total club    | 10    | 1     | 0                   | 0                   | 0                        | 0                        | 10    | 1     |
| Total carrera | Total carrera | Total carrera | 110   | 15    | 12                  | 2                   | 10                       | 1                        | 132   | 18    |
| (1) Incluye datos de la Copa de Serbia, Copa de los Países Bajos, Copa de Portugal y Copa de la Liga de Portugal. (2) Incluye datos de la Liga Europa de la UEFA. |               |               |       |       |                     |                     |                          |                          |       |       |

## Palmarés

### Títulos nacionales
| Título         | Club                 | País   | Año     |
| -------------- | -------------------- | ------ | ------- |
| Copa de Serbia | Partizán de Belgrado | Serbia | 2018-19 |